# Un cuib de nobili (film)
Un cuib de nobili (titlul original: în rusă Дворянское гнездо, transliterat: Dvoreanskoe gnezdo) este un film dramatic sovietic, realizat în 1969 de regizorul Andrei Koncealovski, după romanul omonim a scriitorului Ivan Turgheniev, protagoniști fiind actorii Irina Kupcenko, Leonid Kulaghin, Beata Tyszkiewicz, Tamara Cernova.

## Rezumat
Nobilul Lavrețki se întoarce din străinătate în Rusia, în „cuibul său de familie”, unde este încă iubit și este mereu așteptat.

## Distribuție
- Irina Kupcenko – Liza Kalitina
- Leonid Kulaghin – Fedor Ivanovici Lavrețki
- Beata Tyszkiewicz –Varvara Pavlovna
- Tamara Cernova – Maria Dmitrievna
- Viktor Sergaciov – Panșin
- Vasili Merkurev – Ghedeonovski
- Aleksandr Kostomoloțki – Lemm, profesor de muzică
- Maria Durasova – Marfa Timofeevna
- Vladimir Kociurihin – Anton, majordomul
- Serghei Nikonenko – Grișka
- Nikita Mihalkov – prințul Nelidov
- Nikolai Gubenko – Sitnikov
- Nonna Terenteva – Jiustina
- Zoia Rupasova – Akulina
- Daria Semenova – Lenocika
- Elena Tiapkina – dama de la bal
- Naum Ștarkman – pianistul
- Vladimir Grammatikov – un bărbat
- Nikolai Dvigubski – aristocratul francez
- Lilia Ogijenko-Oliwje – prințesa Gagarina
- Vsevolod Șestakov – domnul Șiul

## Lansare
A fost lansat în anul 1969 și a avut parte de succes comercial, fiind vizionat de 16,5 milioane de spectatori în cinematografele din Uniunea Sovietică.